# SystemVerilog
SystemVerilog — язык описания и верификации аппаратуры, являющийся расширением языка Verilog.
SystemVerilog был создан на базе языков Superlog (Accellera, 2002). Значительная часть функциональности, связанной с верификацией была взята из языка OpenVera (Synopsys). В 2005 SystemVerilog был принят как стандарт IEEE 1800—2005.
В 2009 стандарт 1800—2005 был объединен с стандартом языка Verilog (IEEE 1364—2005), и была принята версия SystemVerilog — стандарт IEEE 1800—2009.
SystemVerilog может применяться для описания RTL как расширение языка Verilog-2005. Для верификации используется объектно-ориентированная модель программирования.

## Конструкции для описания аппаратуры

### Новые типы данных
SystemVerilog поддерживает все типы данных имеющиеся в Verilog и добавляет много новых типов данных.
Целочисленные типы данных. SystemVerilog предоставляет новые типы данных:
- bit (1 бит)
- byte (8 бит)
- shortint (16 бит)
- int (32 бит)
- longint (64 бит)

Эти типы данных принимают два состояния: 0 и 1. В отличие от соответствующих Verilog типов (например reg или integer) они не могут принимать значения 'X' и 'Z', что позволяет ускорить симуляцию.
Многомерный упакованный массив является расширением и обобщением памяти в Verilog:
```
logic
 
[
1
:
0
][
2
:
0
]
 
my_pack
[
32
];

```

Перечисляемый тип позволяет задать числовым константам имена, например:
```
typedef
 
enum
 
logic
 
[
2
:
0
]
 
{

   
RED
,
 
GREEN
,
 
BLUE
,
 
CYAN
,
 
MAGENTA
,
 
YELLOW

}
 
color_t
;

color_t
   
my_color
 
=
 
GREEN
;

initial
 
$display
(
"The color is %s"
,
 
my_color
.
name
());

```

В этом примере logic[2:0] используется как базовый тип.
Структуры и объединения используются также как в языке C. Дополнительно к Verilog, SystemVerilog добавляет два новых атрибута: packed и tagged. Атрибут packed (упакованный) означает что все члены структуры хранятся компактно в памяти, без промежутков (то есть компилятор не может делать их выравнивание):
```
typedef
 
struct
 
packed
 
{

    
bit
 
[
10
:
0
]
  
expo
;

    
bit
         
sign
;

    
bit
 
[
51
:
0
]
  
mant
;

}
 
FP
;

FP
 
zero
 
=
 
64
'b0
;

```

Атрибут tagged позволяет контроль того, какой член объединения используется в каждый момент при исполнение программы.

### Процесс-блоки
Verilog предоставляет always процесс-блок, который в зависимости от контекста может описывать разные типы аппаратуры. Для того, чтобы описать тип аппаратуры в явном виде, SystemVerilog добавляет 3 новых процесс-блока: always_comb, always_ff, и always_latch.
Блок always_comb позволяет моделировать комбинационную логику. Список чувствительности блока содержит все переменные используемые внутри блока.
```
always_comb
 
begin

    
tmp
 
=
 
b
 
*
 
b
 
-
 
4
 
*
 
a
 
*
 
c
;

    
no_root
 
=
 
(
tmp
 
<
 
0
);

end

```

Блок always_ff позволяет описывать синхронную последовательностную логику, например триггеры:
```
always_ff
 
@(
posedge
 
clk
)

    
q
 
<=
 
reset
 
?
 
0
 
:
 
d
;

```

Одноступенчатые триггеры со статическим управлением (защёлки) описываются с помощью always_latch блоков:
```
always_latch

    
if
 
(
enable
)
 
q
 
<=
 
d
;

```

### Интерфейсы
Для небольших систем внешние связи модуля компактно описываются с помощью Verilog портов. Однако крупные блоки внутри большой системы обычно содержат несколько тысяч портов. SystemVerilog предоставляет механизм интерфейсов (interface) для того, чтобы сгруппировать порты, а также чтобы избежать дублирования при определении портов. Кроме этого, интерфейсы могут содержать конструкцию modport, которая специфицирует направление соединений. Например:
```
interface
 
intf
;

  
logic
 
a
;

  
logic
 
b
;

  
modport
 
in
 
(
input
 
a
,
 
input
 
b
);

  
modport
 
out
 
(
output
 
a
,
 
output
 
b
);
 

endinterface

module
 
top
;

  
intf
 
i
 
();

  
u_a
 
m1
 
(.
i1
(
i
));

  
u_b
 
m2
 
(.
i2
(
i
));

endmodule

module
 
u_a
 
(
intf
.
in
 
i1
);

    
assign
 
x
 
=
 
i1
.
a
;

    
assign
 
y
 
=
 
i1
.
b
;

endmodule

module
 
u_b
 
(
intf
.
out
 
i2
);

    
assign
 
i2
.
a
 
=
 
1
;

    
assign
 
i2
.
b
 
=
 
0
;

endmodule

```

## Конструкции для верификации
Следующие конструкции не являются синтезируемыми. Они используются для реализации тестового окружения, утверждений в тестируемом коде, а также для проверки покрытия кода.

### Типы данных для верификации
Тип string может использоваться для обработки строк переменной длины, например:
```
string
 
s1
 
=
 
"Hello"
;

string
 
s2
 
=
 
"world"
;

string
 
p
 
=
 
".?!"
;

string
 
s3
 
=
 
{
s1
,
 
", "
,
 
s2
,
 
p
[
2
]};
 
// конкатенация строк

$display
(
"[%d] %s"
,
 
s3
.
len
(),
 
s3
);
 
// Будет напечатано: "[13] Hello, world!"

```